# Richard Bellings
Richard Bellings (1613-1677) est un juriste et un homme politique irlandais, lors des guerres des Trois Royaumes au XVIIe siècle. Il est mieux connu pour sa participation à la Confédération irlandaise, un éphémère État irlandais indépendant, dont il est membre de l'organe exécutif, le « Conseil suprême ». Plus tard, il écrit une histoire de cette période, qui constitue l'une des meilleures sources historiques de la Confédération. 

## Jeunesse
Bellings est un gentilhomme vieil Anglais, originaire du Pale. Son grand-père, appelé aussi Richard Bellings, est le conseil juridique de la Couronne pour l'Irlande, de 1574 à 1584, et, en 1600, la Couronne lui octroie de vastes terres à Tyrrelstown, une banlieue de Dublin. Son père, Henry Bellings, sert comme « Provost Marshal », puis comme Haut Sheriff du comté de Wicklow, où il fait campagne contre les O’Byrne. 
Richard Bellings apprend le droit à Lincoln's Inn, à Londres, puis est employé au Parlement d'Irlande. Pourtant, en dépit de sa famille irréprochablement loyale à la Couronne, il est exclu de toutes les charges publiques à cause de son catholicisme. Plus tard, il rapporte qu'il supporte mal l'accaparement, par les nouveaux arrivants anglais protestants, des « postes d'honneur, de profit et de confiance » dans le gouvernement irlandais, emplois dont il est lui-même exclu à cause de sa religion. Ce ressentiment incite beaucoup d'hommes du Pale, comme lui, à se joindre à la Rébellion irlandaise de 1641. Pourtant, Bellings maintient plus tard que lui et ses pairs ne se sont joints à la révolte que par auto-défense, étant donné l'hostilité du gouvernement anglais en Angleterre et en Irlande à l'égard des catholiques irlandais. Son fils, un autre Richard Bellings, gagne sa réputation comme secrétaire de Catherine de Bragance
La rébellion éclate en octobre 1641 dans la province d'Ulster, à l'instigation de la noblesse irlandaise gaélique catholique. Bellings et les autres habitants du Pale ne se joignent pas immédiatement au soulèvement, et ils ne s'y trouvent mêlés qu'à cause d'un certain nombre d'évènements. Dans son récit de cette période, Bellings cite les principales raisons de son adhésion à la révolte : le refus des autorités d'armer les catholiques, qui désiraient soit combattre la rébellion, soit se protéger, la décision des Lords Justice de Dublin de suspendre le Parlement, afin de n'avoir pas à réparer les injustices subies par les catholiques, et enfin la victoire des insurgés à la bataille de Julianstown, qui amène la rébellion à l'intérieur du Pale, et qui oblige la noblesse de cette région soit à se joindre aux rebelles, soit à être traitée par eux comme des ennemis. Bellings est parmi les hommes du Pale, conduits par le vicomte Gormanstown, qui signent un pacte au début de 1642 avec les chefs des rebelles, Phelim O'Neill et Rory O'Moore.

## L'homme politique des confédérés
Belling est l'un des principaux instigateurs de la création des « Catholiques confédérés d'Irlande », une organisation qui cherche à discipliner une rébellion anarchique, et à organiser les armées irlandaises catholiques d'auto-défense. En 1642, Bellings est élu secrétaire du Conseil suprême, l'organe exécutif de la Confédération. Mais, à cause de ses origines vieux-Anglais, il est, comme ses collègues du Conseil suprême, un confédéré conservateur, et il apprécie peu la rébellion initiale en Ulster. À cause de son statut social, il déteste aussi les révoltes populaires, les qualifiant de « fureurs violentes de foule brutale et désespérée ». Enfin il désapprouve fortement le massacre des protestants lors des premières phases de la rébellion.
Bellings est un royaliste convaincu, et il participe à des négociations avec James Butler, 1er duc d'Ormonde, le représentant en Irlande de Charles Ier, afin d'aider le roi pendant la Première Révolution anglaise en échange de concessions religieuses et politiques en faveur des catholiques. Pourtant ses détracteurs affirment que le Conseil suprême est beaucoup trop modéré dans ses demandes, et font remarquer que beaucoup de ses membres sont apparentés à d'Ormonde. Dans le cas de Bellings, ceci est vrai, puisqu'il est marié à la fille du vicomte de Mountgarret, ce qui le lie à la dynastie Ormonde, et le met au courant des opinions de nobles tels que d'Ormonde, Mountgarret et MacCarthy. Par ailleurs, en sa qualité de secrétaire du Conseil suprême, il connait bien aussi des nobles tels que le comte de Clanricarde et James Dillon, dont il rapporte abondamment les intentions et les actions entre 1641 et 1642 dans son histoire de cette période. Les détracteurs du Conseil suprême, principalement des Irlandais gaéliques, qui se sont alliés avec Owen Roe O'Neill et plus tard avec Giovanni Battista Rinuccini, sont devenus si hostiles à cet exécutif, incapable de poursuivre avec succès les guerres confédérées irlandaises, qu'ils commencent à qualifier ses membres de « traîtres » ou « d'ormondistes ».
De 1644 à 1645, Bellings exerce la fonction d'ambassadeur de la Confédération en Europe continentale. Il se rend en France, en Espagne et au Vatican pour demander des aides militaire et financière. Il rentre en 1646 avec le nonce apostolique, Giovanni Battista Rinuccini, mais il est consterné de découvrir que celui-ci rejette le traité de paix d'Ormonde, que le Conseil suprême a négocié avec le roi. Bien que ce traité abolît la plupart des restrictions civiles imposées aux catholiques, il ne garantit pas la libre pratique du catholicisme, et n'offre aucune compensation pour les terres confisquées aux catholiques. Sous la pression de Rinuccini et des évêques catholiques, le traité est rejeté par l'Assemblée générale de la Confédération.
Bellings et ses collèges sont temporairement arrêtés, puis relâchés en 1648, pour conclure à temps un nouveau traité de paix d'Ormonde avec les royalistes. Mais il est alors trop tard pour prêter main-forte aux royalistes anglais. Le Parlement anglais porte son attention sur l'Irlande, et la reconquit entre 1649 et 1653, lors de la conquête cromwellienne de l'Irlande. Bellings parvient à rejoindre la cour royaliste en exil en France, mais ses terres sont confisquées en totalité par les Parlementaires. Elles ont été de toute façon dévastées pendant ces guerres, car elles se trouvent sur la route de Dublin, empruntée par les armées de tous les camps.

## Restauration anglaise
Après la Restauration, Bellings est récompensé par d'Ormonde, alors Lord Deputy d'Irlande, pour sa loyauté à la cause royaliste, et il est l'un des rares confédérés à recouvrer leurs terres confisquées par l'Act of Settlement de 1662. Plus tard, il écrit en plusieurs volumes l'histoire des années 1640, qu'il intitule The Confederation and War in Ireland. Son récit est écrit dans les années 1670, selon le point de vue d'un royaliste convaincu, dont les biens ont été restitués après la Restauration. De ce fait, la rébellion est présentée comme un accident tragique, provoqué par des ministres royaux incompétents, que les hommes du Pale, la noblesse irlandaise et lui n'avaient rejointe qu'avec réticence, à cause d'une provocation poussée à l'extrême. Bien que Bellings soit souvent considéré comme le type même du vieil-Anglais, il se tient lui-même pour Irlandais, et ses écrits montrent sa bonne connaissance du gaélique irlandais, et même du vieil irlandais, comme les textes du Lebor Gabála Érenn. Après sa mort en 1677, son corps est transporté à Mulhuddart, près de Dublin, pour être enterré près de sa femme, Elizabeth Butler (des Vicomtes Mountgarret), petite fille de Hugh O'Neill, décédée en 1635. Sa tombe, entourée d'un mur, ne comporte aucune inscription visible.

## Écrits
- History of the Irish Confederation and the war in Ireland Richard Bellings ; ed. by John T. Gilbert. Dublin, Gill, 1882-1890.  Volume 1 ; volume 2 ; volume 3; volume 4 ; volume 5 ; volume 6 consultables sur la bibliothèque numérique de l'Université Rennes 2